# 國立教育圖書館
國立教育圖書館（英語：National Library of Education），是美國的一個圖書館，成立於1995年。專門為公眾、教育界和其他政府機構提供有關美國教育部的歷史教育計劃、活動和出版物。除着美國教育部解散，圖書館亦不再運作。

## 館藏
該圖書館目前提供以印刷版和電子版形式的資源，涵蓋了與教育相關的各個主題，包括經濟學、法律、心理學和社會學等。
圖書館擁有豐富的歷史收藏，其中包括可追溯至1870年的16,000份政府教育報告、期刊和專著。這些資料提供了對美國教育部歷史的深入研究和理解。此外，該圖書館還擁有16,000份各種主題的課堂教科書，涵蓋了多個學科領域和年齡段的教育資源。。

## 位置

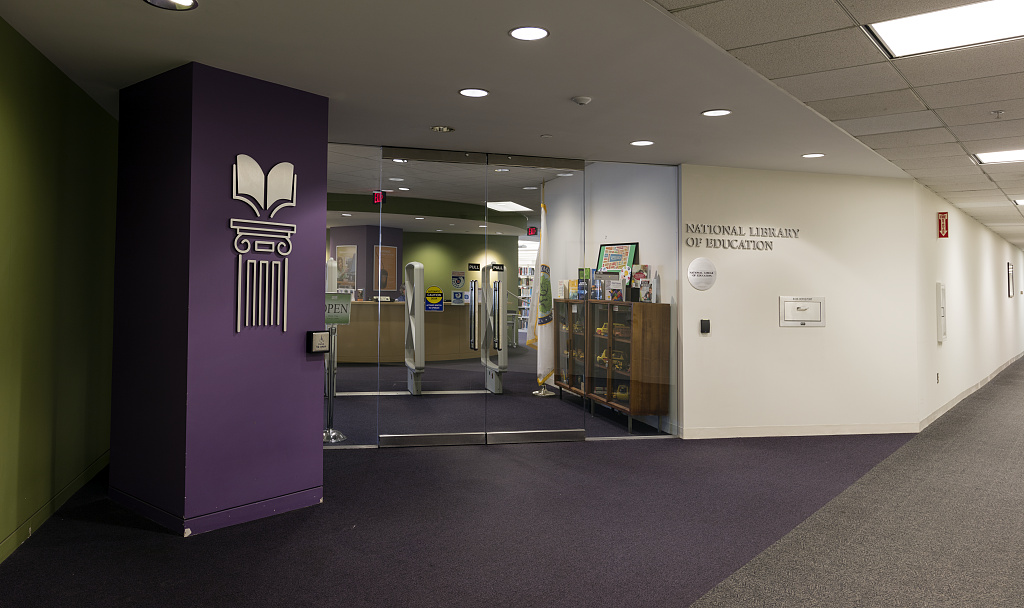
林登·貝恩斯·約翰遜教育部大樓入口

該圖書館位於林登·貝恩斯·約翰遜教育部大樓內，該大樓是美國教育部的總部，位於美國華盛頓哥倫比亞特區馬里蘭大道西南區400號。

## 外部連結
- 國家教育圖書館 （页面存档备份，存于）

38°53′11″N 77°01′08″W / 38.886494°N 77.018796°W